# 波马雷托
波马雷托（義大利語：Pomaretto），是意大利都灵省的一个市镇。总面积8平方公里，人口1113人，人口密度139.1人/平方公里（2009年）。ISTAT代码为001198。